# Sky News Ireland
Sky News Ireland – nieistniejący irlandzki informacyjny blok programowy na brytyjskim kanale Sky News. Początkowo blok emitowany był o godzinie 19:00 i 22:00 przez 30 minut, jednak 24 października 2005 roku został przeniesiony na godzinę 18:30.
Ostatnie wydanie bloku zostało wyemitowane 3 listopada 2006 roku o godzinie 22:00.